# Hildegard Auf-Franić
Hildegard Auf-Franić (Zagreb, 5. prosinca 1941.) hrvatska je arhitektica.

## Životopis
Hildegard Auf-Franić rođena je 1941. u Zagrebu, gdje je završila 7. gimnaziju i diplomirala 1965. na Arhitektonskom fakultetu Sveučilišta u Zagrebu po mentorstvom prof. Nevena Šegvića. Pohađala i završila Majstorsku radionicu Hrvatske akademije znanosti i umjetnosti prof. Drage Galića 1967. godine, magistrirala poslijepdiplomski studij Urbanizam i prostorno planiranje na Arhitektonskom fakultetu s temom "Kontaktne zone - potencijalni prostori vitalizacije primarnog centra Zagreba" 1979. (mentor prof. Bruno Milić), te doktorirala s temom "Centri usmjerenog obrazovanja u funkciji kulturno-društvene integracije" 1989. godine (mentor prof. Edo Šmidihen). Radila je na Arhitektonskom fakultetu od 1974. do 2012. Od 1980. voditeljica je istraživačkih timova na nizu znanstvenih projekata iz područja arhitekture zgrada za odgoj i obrazovanje. Bila je prodekanica u tri mandata i dekanica u dva mandata, osnovala je doktorski znanstveni studij Arhitektura, a zahvaljujući trajnom sudjelovanju u radu fakulteta 2013. godine dodijeljen joj je status prof. emeritae.
Paralelizam znanstvenog i umjetničkog interesa za arhitekturu društvenog standarda i urbanističko planiranje uspješno spaja u projektima zgrada školskih ili predškolskih ustanova te u projektima sveučilišnih kompleksa i kampusa, a teorijski ih temelji u znanstvenim projektima, radovima i publikacijama. Redovita je članica Akademije tehničkih znanosti Hrvatske od 1998., a za člana emeritusa izabrana je 2012. godine. Sudjelovala na nizu javnih arhitektonskih i urbanističkih natječaja, a projekte i realizacije izlagala na izložbama u Hrvatskoj i inozemstvu. Cijeli svoj profesionalni vijek uključena je u niz programa, akcija i inicijativa za unapređenje prostorne i arhitektonske razine života, u rad ocjenjivačkih sudova natječaja i državnih nagrada, te u rad strukovnih organizacija među kojima se ističe angažman u radu Društva arhitekata grada Zagreba i Udruženju hrvatskih arhitekata, čija je predsjednica bila od 1993. do 1995. godine, a od 2013. počasna članica Društva arhitekata Zagreba. 

Njezin značajan doprinos hrvatskom arhitektonskom prostoru temelji se na usporedno priznatom znanstvenom, istraživačkom, nastavnom i umjetničkom radu, što potvrđuju državne i strukovne nagrade za projekte i znanstvena postignuća te priznanja za kontinuirano javno djelovanje.

## Izabrana realizirana djela
- Katedrala u Mostaru (s I. Franićem), 1970.
- Institut Fakulteta poljoprivrednih znanosti u Zagrebu (s B. Radimirom, L. Pleštinom), 1975.
- Dječji vrtić i jaslice Imotski, 1980.
- Osnovna škola Aržano, 1982.
- Dječje jaslice i vrtić Malešnica (s T. Žarnićem), 1996.
- Dječji vrtić i Osnovna škola Petruševac (s T. Žarnićem i V. Olujićem), 1998.
- Agronomski fakultet, VI paviljon u Zagrebu (s V. Olujićem), 2005.
- Osnovna škola Borovje (s T.S. Franićem), 2005.
- Dječje jaslice i vrtić Markuševec (T.S. Franićem), 2006.
- Osnovna škola Sesvete – Jelkovec (s T.S. Franićem, L. Korlaetom, V. Risterom), 2009.
- Filozofski fakultet i Učiteljski fakultet u Rijeci (s T.S. Franićem, V. Risterom), 2010.

## Nagrađeni natječajni projekti
- Spomen kosturnica, Barletta (s D. Džamonjom), 1968., izvedeno
- Središnji prostor grada Zagreba (s V. Richterom, M. Uzelcem), 1969.
- Središte Južnog Zagreba (s I. Franićem, Z. Grbcem), 1970.
- Trg francuske republike, Zagreb (s B. Silađinom), 1977.
- Srednjoškolski centar, Imotski, 1979.
- Srednjoškolski centar ŽTP, Zagreb (s B. Silađinom), 1985.
- Stambena kuća, interpolacija u Novoj Vesi (s Lj. Biondić), 1989.
- Sveučilišni kampus Visoka, Studentski dom i centar, Split, (s T. Franićem, V. Risterom, M. Bertina), 2002.
- Zgrada Muzičke akademije u Zagrebu, (s T. Franićem, V. Risterom), 2004.

## Nagrade i priznanja
- Velika nagrada 14. Zagrebačkog salona za višegodišnje kontinuirano projektiranje i rekonstrukcije zagrebačkih trgova, 1979. (H. Auf-Franić, Mihajlo Kranjc, Branko Silađin, Berislav Šerbetić)
- Godišnja nagrada Udruženja hrvatskih arhitekata "Viktor Kovačić" ,1996. (Dječji vrtić Malešnica, H. Auf-Franić, Tonči Žarnić)
- Godišnja nagrada Ministarstva kulture za arhitekturu "Vladimir Nazor", 1996. (Dječji vrtić Malešnica, H. Auf-Franić, Tonči Žarnić)
- Državno odlikovanje Republike Hrvatske Red Danice hrvatske s likom Ruđera Boškovića za doprinos u znanosti ,1998.
- Državno odlikovanje Republike Hrvatske Red Danice hrvatske s likom Marka Marulića za doprinos u umjetnosti, 1999.
- Godišnja nagrada Akademije tehničkih znanosti Hrvatske "Rikard Podhorsky", 2005.
- Nagrada grada Zagreba za doprinos u izgradnji zgrada za odgoj i obrazovanje, 2006.
- Priznanje Udruženja hrvatskih arhitekata za vrijedan doprinos u radu udruženja i javnoj afirmaciji rada arhitekata, 2008.
- Priznanje Hrvatske komore arhitekata i inženjera u graditeljstvu za zasluge u razvitku i promidžbi djelatnosti arhitekata u RH, 2012.
- Nagrada Zagrebačkog salona, 2012. (za Filozofski fakultet u Rijeci, H. Auf-Franić, Tin Sven Franić, Vanja Rister)
- Nagrada Ministarstva kulture "Vladimir Nazor" za životno djelo, 2012.[7]
- Nagrada Akademije tehničkih znanosti Hrvatske za životno djelo „Moć znanja“, 2013.
- Nagrada Udruženja hrvatskih arhitekata „Viktor Kovačić“ za životno djelo, 2015.